# Santa Llogaia d’Àlguema

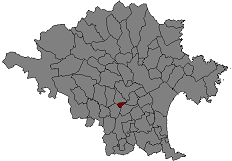
Położenie gminy na mapie comarki Alt Empordà.

Santa Llogaia d'Àlguema – gmina w Hiszpanii,  w Katalonii, w prowincji Girona, w comarce Alt Empordà.
Powierzchnia gminy wynosi 1,93 km². Zgodnie z danymi INE, w 2005 roku liczba ludności wynosiła 311, a gęstość zaludnienia 161,14 osób/km². Wysokość bezwzględna gminy równa jest 42 metry. Współrzędne geograficzne gminy to 42°14'6"N, 2°57'12"E.

## Demografia
- 1991 – 316
- 1996 – 301
- 2001 – 311
- 2004 – 294
- 2005 – 311